# 17033 Расті
17033 Расті (17033 Rusty) — астероїд головного поясу, відкритий 22 березня 1999 року.
Тіссеранів параметр щодо Юпітера — 3,575.